# Шаукі Бен-Саада
Шаукі Бен-Саада (фр. Chaouki Ben Saada, араб. شوقي بن سعادة *нар. 1 липня 1984, Бастія) — туніський футболіст, півзахисник клубу «Труа».

## Клубна кар'єра
У дорослому футболі дебютував 2001 року виступами за команду клубу «Бастія», в якій провів сім сезонів, взявши участь у 170 матчах чемпіонату. Більшість часу, проведеного у складі «Бастії», був основним гравцем команди.
Своєю грою за цю команду привернув увагу представників тренерського штабу клубу «Ніцца», до складу якого приєднався 2008 року. Відіграв за команду з Ніцци наступні три сезони своєї ігрової кар'єри. Граючи у складі «Ніцци» також здебільшого виходив на поле в основному складі команди.
Протягом 2011–2012 років захищав кольори команди клубу «Ланс».
До складу клубу «Арль-Авіньйон» приєднався 2012 року, відіграв за команду з Авіньйона 34 матчі в національному чемпіонаті.
З 2014 року виступає за «Труа», з яким піднявся з Ліги 2 до Ліги 1.

## Виступи за збірні
У 2000 році дебютував у складі юнацької збірної Франції, взяв участь у 10 іграх на юнацькому рівні, відзначившись 7 забитими голами.
Протягом 2004–2005 років залучався до складу молодіжної збірної Франції. На молодіжному рівні зіграв у 3 офіційних матчах.
На рівні дорослих збірних вирішив захищати кольори своєї історичної батьківщини і в 2005 році дебютував в офіційних матчах у складі національної збірної Тунісу. Наразі провів у формі головної команди країни 38 матчів, забивши 4 голи.
У складі збірної був учасником розіграшу Кубка Конфедерацій 2005 року та чемпіонату світу 2006 року, що проходили в Німеччині, Кубка африканських націй 2006 року в Єгипті, Кубка африканських націй 2008 року в Гані, а також Кубка африканських націй 2010 року в Анголі.

## Титули і досягнення
- Чемпіон світу (U-17): 2001